# Hóquei em patins do Sport Lisboa e Benfica
O Hóquei em Patins do Benfica é uma das mais antigas secções do Sport Lisboa e Benfica. A equipa sénior masculina (primeiro escalão) de Hóquei em Patins do Benfica joga na primeira divisão portuguesa da modalidade, tendo vencido 24 Campeonatos Nacionais, 5 Campeonatos Metropolitanos (recorde nacional), 15 Taças de Portugal, 1 Taça 1947 (única edição realizada), 1 Elite Cup (recorde nacional detido em conjunto com o OC Barcelos e o FC Porto) e 9 Supertaças António Livramento.
A nível internacional o Benfica conquistou 2 Ligas dos Campeões, 2 Taças WSE, 3 Taças Continentais (recorde nacional), 2 Taças Intercontinentais (recorde nacional), 1 Taça das Nações (único clube português a ter conseguido vencer) e 1 Torneio Cidade de Vigo (recorde nacional detido em conjunto com o OC Barcelos), sendo o clube português com mais títulos internacionais a par do Sporting CP. 
O Benfica conta ainda com equipas nos escalões de formação e é também o clube mais antigo do mundo a jogar Hóquei em Patins sem interrupção.
A secção de Hóquei em Patins do Benfica iniciou uma equipa sénior feminina (primeiro escalão) na época 2012-13 bem como equipas nos escalões de formação. Nos seniores, o clube venceu 1 Liga dos Campeões (logo na sua primeira participação, sendo o único clube não-espanhol a se ter sagrado campeão da Europa), 11 Campeonatos (recorde nacional), 10 Taças de Portugal (recorde nacional), 2 Elites Cups (recorde nacional) e 10 Supertaças (recorde nacional).

## Palmarés sénior masculino (primeiro escalão)

### Competições nacionais

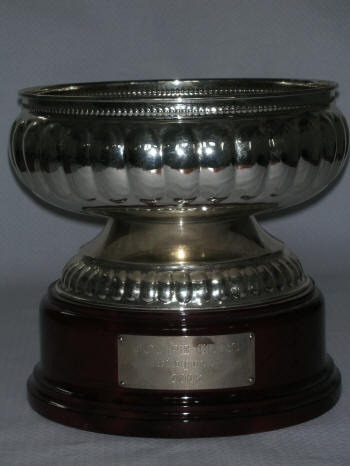
Taça WSE conquistada pelo Benfica nas épocas 1990-91 e 2010-11.

| Competições                  | Títulos | Épocas/Anos |
| ---------------------------- | ------- | --- |
| Campeonato Português         | 24      | 1950/51, 1951/52, 1955/56, 1956/57, 1959/60, 1960/61, 1965/66, 1966/67, 1967/68, 1969/70, 1971/72, 1973/74, 1978/79, 1979/80, 1980/81, 1991/92, 1993/94, 1994/95, 1996/97, 1997/98, 2011/12, 2014/15, 2015/16, 2022/23 |
| Campeonato Metropolitano     | 5       | 1966, 1967, 1969, 1971, 1972 |
| Taça de Portugal             | 15      | 1963, 1977/78, 1978/79, 1979/80, 1980/81, 1981/82, 1990/91, 1993/94, 1994/95, 1999/00, 2000/01, 2001/02, 2009/10, 2013/14, 2014/2015                                                                                   |
| Taça 1947                    | 1       | 2020 |
| Elite Cup                    | 1       | 2023 |
| Supertaça António Livramento | 9       | 1992, 1994, 1997, 2001, 2002, 2010, 2012, 2022, 2023 |

### Competições internacionais
| Competições            | Títulos | Épocas/Anos      |
| ---------------------- | ------- | ---------------- |
| Liga dos Campeões      | 2       | 2012/13, 2015/16 |
| Taça WSE               | 2       | 1990/91, 2010/11 |
| Taça Continental       | 3       | 2011, 2013, 2016 |
| Taça Intercontinental  | 2       | 2013, 2017       |
| Taça das Nações        | 1       | 1962             |
| Torneio Cidade de Vigo | 1       | 2008             |

## Equipa sénior feminina (primeiro escalão)

### Plantel da época 2025-26
| Nº                    | Nome                 | Posição      | País      | Equipa Anterior |
| --------------------- | -------------------- | ------------ | --------- | --------------- |
| 1                     | Pedro Henriques      | Guarda-Redes | Portugal  | SL Benfica      |
| 1                     | Conti Acevedo        | Guarda-Redes | Argentina | OC Barcelos     |
| 4                     | Diogo Rafael (C)     | Defesa/Médio | Portugal  | SL Benfica      |
| 3                     | Zé Miranda           | Defesa/Médio | Portugal  | SL Benfica      |
| 78                    | João Rodrigues       | Defesa/Médio | Portugal  | SL Benfica      |
| 68                    | Roberto Di Benedetto | Defesa/Médio | França    | HC Liceo        |
| 24                    | Nil Roca             | Defesa/Médio | Espanha   | FC Barcelona    |
| 71                    | Gonçalo Pinto        | Avançado     | Portugal  | SL Benfica      |
| 8                     | Pau Bargalló         | Avançado     | Espanha   | SL Benfica      |
| 7                     | Viti                 | Avançado     | Portugal  | SL Benfica      |
| 9                     | Lucas Ordoñez        | Avançado     | Argentina | SL Benfica      |
| Treinador: Edu Castro |                      |              |           |                 |

## Jogadores Notáveis
- António Livramento
- António Ramalhete
- André Siopa
- António Ramalho
- António Tomás
- António Urgeiro
- Carlos López
- Carlos Nicolía
- Casimiro
- Cristiano Pereira
- Diogo Rafael
- Domingos Perdigão
- Fernando Pereira
- Filipe Gaidão
- Garrancho
- Guillem Trabal
- João Rodrigues
- Jordi Adroher
- Jorge Vicente
- José Carlos Califórnia
- José Carlos Gomes
- José Leste
- José Lisboa
- José Virgílio
- Lucas Ordoñez
- Luís Ferreira
- Luís Viana
- Mariano Velázquez
- Pablo Álvarez
- "Panchito" Velázquez
- Paulo Almeida
- Pedro Henriques
- Pedro Puccas
- Ricardo Pereira
- Rui Lopes
- Fernando Vaz Silva
- Valter Neves
- Víctor Rosado
- Vítor Fortunato

### Palmarés sénior feminino (primeiro escalão)

#### Títulos nacionais
| Competições          | Títulos | Épocas/Anos                                                                                                |
| -------------------- | ------- | --- |
| Campeonato Português | 12      | 2012/13, 2013/14, 2014/15, 2015/16, 2016/17, 2017/18, 2018/19, 2020/21, 2021/22, 2022/23, 2023/24, 2024/25 |
| Taça de Portugal     | 11      | 2013/14, 2014/15, 2015/16, 2016/17, 2017/18, 2018/19, 2020/21, 2021/22, 2022/23, 2023/24, 2024/25          |
| Elite Cup            | 2       | 2022, 2023                                                                                                 |
| Supertaça            | 11      | 2013, 2014, 2015, 2016, 2017, 2018, 2019, 2021, 2022, 2023, 2024                                           |

#### Títulos internacionais
| Competições       | Títulos | Épocas  |
| ----------------- | ------- | ------- |
| Liga dos Campeões | 1       | 2014/15 |

### Plantel da época feminina 2025-26
| Nº                       | Nome              | Posição      | País     | Equipa Anterior |
| ------------------------ | ----------------- | ------------ | -------- | --------------- |
| 10                       | Maria Vieira      | Guarda-Redes | Portugal | SL Benfica      |
| 1                        | Lili Bochoux      | Guarda-Redes | França   | Noisy Le Grand  |
| 22                       | Sara Roces        | Defesa/Média | Espanha  | HC Gijon        |
| 8                        | Leonor Coelho     | Defesa/Média | Portugal | HC Turquel      |
| 95                       | Raquel Santos     | Defesa/Média | Portugal | SL Benfica      |
| 23                       | Sofia Moncóvio    | Defesa/Média | Portugal | SL Benfica      |
| 13                       | Aimée Blackman    | Avançada     | Espanha  | SL Benfica      |
| 66                       | Maria Sofia Silva | Avançada     | Portugal | SL Benfica      |
| 44                       | Inês Severino     | Avançada     | Portugal | HP Coruña       |
| 2                        | Marlene Sousa (C) | Avançada     | Portugal | SL Benfica      |
| 77                       | Rita Batista      | Avançada     | Portugal | SL Benfica      |
| Treinador: Paulo Almeida |                   |              |          |                 |